# Institut Saint-Serge
L'Institut de teologia ortodoxa Saint-Serge (francès: Institut de théologie orthodoxe Saint-Serge, rus: Свято-Сергиевский православный богословский институт) de París, a França, és un centre privat d'ensenyament superior destinat a la formació teològica del clergat ortodox i dels laics, destinat a servir activament l'Església ortodoxa i a representar aquesta última en el diàleg ecumènic. Creat el 1925, i dirigit a l'origen per Sergej Bulgakov, és el centre d'ensenyament de teologia ortodoxa més antic d'Europa occidental. Depèn de l'Arquebisbat de les Esglésies russes a Europa Occidental, un exarcat del Patriarcat de Constantinoble